# Benjamin Nygren
Benjamin Nygren, né le 8 juillet 2001 à Göteborg en Suède, est un footballeur international suédois qui évolue au poste d'ailier droit au Celtic FC.

## Biographie

### IFK Göteborg
Formé à l'IFK Göteborg, il fait parler de lui dès son plus jeune âge, notamment avec l'équipe junior du club, et attire rapidement plusieurs clubs européens dont Manchester City, qu'il refuse finalement de rejoindre. Il signe son premier contrat professionnel en mai 2018. Il joue son premier match en professionnel le 31 octobre de la même année, lors d'une rencontre d'Allsvenskan face au Djurgårdens IF. Il entre en jeu à la place de Sargon Abraham (en) et son équipe s'incline par deux buts à zéro. Avec les moins de 17 ans il se fait remarquer en novembre 2018 en marquant deux buts lors de la victoire face aux jeunes d'Örebro.

### KRC Genk
Le 20 juin 2019, alors qu'il est suivi par plusieurs clubs européens, Benjamin Nygren s'engage pour cinq ans avec le KRC Genk,. Un transfert qui permet à son club formateur d'enregistrer un bénéfice important. 
Il joue son premier match dès la rencontre de Supercoupe de Belgique que dispute Genk face au KV Malines le 20 juillet 2019. Entré en jeu à la 63e minute de jeu à la place de Jakub Piotrowski, il participe donc à la victoire de son équipe, qui s'impose sur le score de trois buts à zéro. Malgré des débuts prometteurs le jeune attaquant est moins utilisé en deuxième partie de saison et un prêt est même envisagé mais il reste finalement au club, alors qu'un intérêt du Borussia Dortmund notamment est évoqué.

### SC Heerenveen
En octobre 2020 Benjamin Nugren est prêté au SC Heerenveen pour deux saisons,. Il joue son premier match pour Heerenveen le 18 octobre 2020, à l'occasion d'une rencontre d'Eredivisie face à l'Ajax Amsterdam. Il entre en jeu à la mi-temps à la place d'Oliver Batista Meier et son équipe s'incline lourdement par cinq buts à un. Il marque son premier but dès sa deuxième apparition, lors de la journée suivante, le 24 octobre, contre le FC Emmen. Titularisé ce jour-là, il se distingue également sur l'ouverture du score en délivrant une passe décisive pour Henk Veerman. Heerenveen s'impose par quatre buts à zéro.

### FC Nordsjælland
Le 30 janvier 2022, lors du mercato hivernal, Benjamin Nygren rompt son accord de prêt avec le SC Heerenveen et quitte définitivement le KRC Genk pour s'engager avec le club danois du FC Nordsjælland. Il signe un contrat courant jusqu'en juin 2025,. 
Il inscrit son premier but lors de la dernière journée de championnat, le 21 mai 2022, contre l'AGF Aarhus. Titularisé ce jour-là, il marque le deuxième but de son équipe de la tête, sur un service de Jacob Christensen, permettant aux siens d'obtenir le point du match nul (2-2 score final),.
Le 30 novembre 2023, Nygren se fait remarquer en réalisant un triplé contre Fenerbahçe, à l'occasion d'une rencontre comptant pour la phase de groupe de la Ligue Europa Conférence 2023-2024. Entré juste après la pause, il marque ses trois buts et participe à la victoire de son équipe par six buts à un,.

### Celtic FC
Lors de l'été 2025, Benjamin Nygren rejoint le Celtic FC. Le transfert est officialisé le 27 juin 2025 et il signe un contrat de cinq ans, soit jusqu'en mai 2030.

### En sélection
Avec l'équipe de Suède des moins de 16 ans, il inscrit trois buts, contre la Finlande, la Pologne, et la Slovaquie.
Avec les moins de 17 ans, il inscrit trois buts lors de matchs amicaux, contre la Pologne en août 2017, puis contre la Hongrie et la Slovaquie en février 2018 où il fait forte impression. Il se met également en évidence lors des éliminatoires du championnat d'Europe de la catégorie, en inscrivant un quadruplé et en délivrant deux passes décisives contre la modeste équipe de Saint-Marin. Il participe ensuite à la phase finale du championnat d'Europe U17 2018. Lors de cette compétition organisée en Angleterre, il joue quatre matchs. Il s'illustre alors encore en inscrivant un but lors de la première rencontre disputée face à la Slovénie. Il délivre également deux passes décisives lors de ce tournoi, contre la Norvège et le Portugal. La Suède s'incline en quart de finale face à l'Italie.
Nygren joue également avec les moins de 18 ans de 2018 à 2019, faisant trois apparitions pour un but marqué. Ce seul but est inscrit contre l'Autriche le 10 septembre 2018 et permet à son équipe de s'imposer (0-1 score final).
Avec les moins de 19 ans, il s'illustre en inscrivant un doublé lors d'un match amical contre la Finlande en octobre 2019. Par la suite, lors des éliminatoires du championnat d'Europe de la catégorie, il se met de nouveau en évidence, en marquant un doublé contre l'Estonie en novembre 2019.
Le 10 septembre 2019, il figure pour la première fois sur le banc des remplaçants de l'équipe de Suède espoirs, mais sans entrer en jeu, lors d'une rencontre face à l'Irlande. Ce match perdu sur le score de 1-3 rentre dans le cadre des éliminatoires de l'Euro espoirs 2021.

## Statistiques
| Saison                | Club                  | Championnat           | Championnat | Championnat | Coupe(s) nationale(s) | Coupe(s) nationale(s) | Supercoupe | Supercoupe | Compétition(s) continentale(s) | Compétition(s) continentale(s) | Compétition(s) continentale(s) | Total | Total |
| Saison                | Club                  | Division              | M.          | B.          | M.                    | B.                    | M.         | B.         | Comp.                          | M.                             | B.                             | M.    | B.    |
| 2018                  | IFK Göteborg          | Allsvenskan           | 3           | 2           | -                     | -                     | -          | -          | -                              | -                              | -                              | 3     | 2     |
| 2019                  | IFK Göteborg          | Allsvenskan           | 12          | 4           | -                     | -                     | -          | -          | -                              | -                              | -                              | 12    | 4     |
| Sous-total            | Sous-total            | Sous-total            | 15          | 6           | -                     | -                     | -          | -          | -                              | -                              | -                              | 15    | 6     |
| 2019-2020             | KRC Genk              | Division 1A           | 2           | 1           | 1                     | 0                     | 1          | 0          | -                              | -                              | -                              | 4     | 1     |
| 2020-2021             | KRC Genk              | Division 1A           | 3           | 0           | -                     | -                     | -          | -          | -                              | -                              | -                              | 3     | 0     |
| Sous-total            | Sous-total            | Sous-total            | 5           | 1           | 1                     | 0                     | 1          | 0          | -                              | -                              | -                              | 7     | 1     |
| 2020-2021             | SC Heerenveen         | Eredivisie            | 28          | 4           | 4                     | 3                     | -          | -          | -                              | -                              | -                              | 32    | 7     |
| 2021-2022             | SC Heerenveen         | Eredivisie            | 17          | 0           | 2                     | 0                     | -          | -          | -                              | -                              | -                              | 19    | 0     |
| Sous-total            | Sous-total            | Sous-total            | 45          | 4           | 6                     | 3                     | -          | -          | -                              | -                              | -                              | 51    | 7     |
| 2021-2022             | FC Nordsjaelland      | Superligaen           | 12          | 1           | -                     | -                     | -          | -          | -                              | -                              | -                              | 12    | 1     |
| 2022-2023             | FC Nordsjaelland      | Superligaen           | 25          | 3           | 6                     | 3                     | -          | -          | -                              | -                              | -                              | 31    | 6     |
| 2023-2024             | FC Nordsjaelland      | Superligaen           | 20          | 6           | 3                     | 1                     | -          | -          | C4                             | 9                              | 5                              | 32    | 12    |
| 2024-2025             | FC Nordsjaelland      | Superligaen           | 5           | 3           | -                     | -                     | -          | -          | -                              | -                              | -                              | 5     | 3     |
| Sous-total            | Sous-total            | Sous-total            | 62          | 13          | 9                     | 4                     | 0          | 0          | -                              | 9                              | 5                              | 80    | 22    |
| Total sur la carrière | Total sur la carrière | Total sur la carrière | 127         | 24          | 16                    | 7                     | 1          | 0          | -                              | 9                              | 5                              | 153   | 36    |

## Palmarès
KRC Genk
- Vainqueur de la Supercoupe de Belgique en 2019